# جيشوف

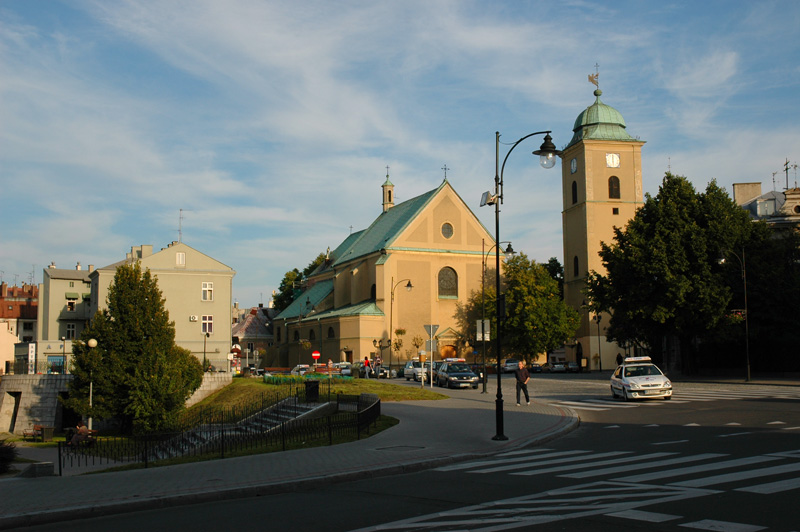
جيشوف

جيشوف (بالبولندية :Rzeszów) هي مدينة تقع في جنوب شرق بولندا. عدد سكانها 172813 نسمة (سنة 2009). تقع المدينة بالقرب من نهر فيسووك في محافظة سوبكارباتيا. بها مطار دولي، وتحتوي على العديد من الجامعات ومعاهد الدراسات العليا، والشركات، والقنصليات.

## المناخ
يظهر الجدول التالي التغييرات المناخية على مدار السنة لجيشوف:
| البيانات المناخية لـجيشوف         | البيانات المناخية لـجيشوف | البيانات المناخية لـجيشوف | البيانات المناخية لـجيشوف | البيانات المناخية لـجيشوف | البيانات المناخية لـجيشوف | البيانات المناخية لـجيشوف | البيانات المناخية لـجيشوف | البيانات المناخية لـجيشوف | البيانات المناخية لـجيشوف | البيانات المناخية لـجيشوف | البيانات المناخية لـجيشوف | البيانات المناخية لـجيشوف | البيانات المناخية لـجيشوف |
| الشهر                             | يناير                     | فبراير                    | مارس                      | أبريل                     | مايو                      | يونيو                     | يوليو                     | أغسطس                     | سبتمبر                    | أكتوبر                    | نوفمبر                    | ديسمبر                    | المعدل السنوي             |
| --------------------------------- | ------------------------- | ------------------------- | ------------------------- | ------------------------- | ------------------------- | ------------------------- | ------------------------- | ------------------------- | ------------------------- | ------------------------- | ------------------------- | ------------------------- | ------------------------- |
| متوسط درجة الحرارة الكبرى °م (°ف) | 0 (32)                    | 2 (36)                    | 7 (45)                    | 14 (57)                   | 20 (68)                   | 22 (72)                   | 24 (75)                   | 24 (75)                   | 18 (64)                   | 13 (55)                   | 6 (43)                    | 1 (34)                    | 12.58 (54.64)             |
| متوسط درجة الحرارة الصغرى °م (°ف) | −4 (25)                   | −4 (25)                   | −1 (30)                   | 3 (37)                    | 8 (46)                    | 11 (52)                   | 13 (55)                   | 12 (54)                   | 9 (48)                    | 5 (41)                    | 0 (32)                    | −3 (27)                   | 4.08 (39.34)              |
| معدل هطول الأمطار مم (إنش)        | 22.4 (0.88)               | 23.1 (0.91)               | 24.9 (0.98)               | 39.7 (1.56)               | 55 (2.2)                  | 59.5 (2.34)               | 67.5 (2.66)               | 51.9 (2.04)               | 56.5 (2.22)               | 33.3 (1.31)               | 28.5 (1.12)               | 24.9 (0.98)               | 487.2 (19.18)             |
| المصدر: MSN Weather               |                           |                           |                           |                           |                           |                           |                           |                           |                           |                           |                           |                           |                           |

## توأمة
لجيشوف اتفاقيات توأمة مع كل من:
- ساتو ماري (12 ديسمبر 2007 - )[10]
- كلاغنفورت (4 فبراير 1975 - )[11]
- لمياء (8 فبراير 2005 - )[12]
- بيلفلد (17 أكتوبر 1991 - )[13]
- ميكولايف
- نيرغهازا (20 أغسطس 1996 - )[14]
- كوشيتسه (23 نوفمبر 1991 - )[15]
- لفيف (4 أبريل 1992 - )[16]
- لوتسك (20 نوفمبر 2001 - )[17]
- إيفانو-فرانكيفسك (19 سبتمبر 2000 - )[18]
- بوفالو (2 يونيو 1975 - )[19]
- فانغشنغانغ (28 أكتوبر 2011 - )[20]
- غينزفيل (21 فبراير 2013 - )[21]
- سبليت (15 مايو 2018 - )[22]

## أعلام
- داويد كوستيكي
- جوليس هوروويتز
- فريد زينمان
- كونراد فيسوكي
- آنيا روبيك

## وصلات خارجية
- الموقع الرسمي